# Taizo Kawamoto
Taizo Kawamoto (川本 泰三 Kawamoto Taizō?,  17 de enero de 1914 en Seto, Aichi, Imperio del Japón - 20 de septiembre de 1985 en Kita-ku, Osaka, Osaka, Japón) fue un futbolista japonés que se desempeñaba como delantero.
Kawamoto jugó 9 veces y marcó 4 goles para la selección de fútbol de Japón entre 1934 y 1954. También fue elegido para integrar la selección nacional de Japón para los Juegos Olímpicos de Verano de 1936 y 1956.

## Trayectoria

### Clubes
| Club       | País  | Año  |
| ---------- | ----- | ---- |
| Waseda WMW | Japón | ???? |
| Osaka SC   | Japón | ???? |

### Selección nacional
| Selección | País  | Año         |
| --------- | ----- | ----------- |
| Absoluta  | Japón | 1934 - 1954 |

## Estadística de equipo nacional
| Selección de Japón | Selección de Japón | Selección de Japón |
| Año                | Part.              | Goles              |
| ------------------ | ------------------ | ------------------ |
| 1934               | 3                  | 2                  |
| 1935               | 0                  | 0                  |
| 1936               | 2                  | 1                  |
| 1937               | 0                  | 0                  |
| 1938               | 0                  | 0                  |
| 1939               | 0                  | 0                  |
| 1940               | 1                  | 1                  |
| 1941               | 0                  | 0                  |
| 1942               | 0                  | 0                  |
| 1943               | 0                  | 0                  |
| 1944               | 0                  | 0                  |
| 1945               | 0                  | 0                  |
| 1946               | 0                  | 0                  |
| 1947               | 0                  | 0                  |
| 1948               | 0                  | 0                  |
| 1949               | 0                  | 0                  |
| 1950               | 0                  | 0                  |
| 1951               | 0                  | 0                  |
| 1952               | 0                  | 0                  |
| 1953               | 0                  | 0                  |
| 1954               | 3                  | 0                  |
| Total              | 9                  | 4                  |

## Palmarés

### Distinciones individuales
| Distinción                                      | Año  |
| ----------------------------------------------- | ---- |
| Inducido al Salón de la Fama del fútbol japonés | 2005 |